# Conacul familiei Ohanowicz de la Mîndîc
Conacul familiei Ohanowicz (Oganovici) de la Mîndîc este amplasat în localitatea Mîndîc, raionul Drochia (Republica Moldova). 
Conacul a fost ridicat la începutul anii '90 ai sec. XIX. Este cunoscut și ca Vila Mîndîc, fiind situat la o distanță de patru km de satul omonim (fostul Livădeni) și șapte km de satul Cotova. Construcția este înconjurată de un parc cu o suprafață de 16 ha — parcul din satul Mîndîc —, format dintr-o combinație între speciile forestiere și cele fructifere. Includea trei lacuri, o moară de apă, alei, terase, o baie și alte anexe gospodărești, un beci cu trei camere, o mansardă și cinci intrări în conac, precum și cavoul familiei Oganovici. 
Conacul are două nivele și pereți groși construiți din cărămidă adusă la comandă de peste Prut. La bază se găsește și un beci imens, numai bun pentru păstrarea bunătăților. Se spune că reședința boierească ar avea cinci intrări, iar Kaetan Ohanowicz era foarte prudent, așa că nu ieșea niciodată pe ușa pe care a intrat. Trecătoarea spre subsolul cavoului este betonată, ca nimeni să nu aibă acces în încăpere. Acest lucru a fost făcut recent din cauza profanării cavoului. 
În 1896, proprietarul, a început să lucreze la îmbunătățirea proprietății și a teritoriului adiacent: parcul a fost construit, conac reconstruit în sine, purificat și înnobilat de trei iazuri, necropolă de familie construite din piatră și o moară de apă, cu o conductă subterană km. Decorul principal al proprietății este parcul său. Planificarea parcului și conceptul de ansamblu a fost elaborată de celebrul arhitect Alexandru Bernardazzi.
Cercetătorii de la Academia de Științe susțin că acest model de conac-parc făcea parte din stilul romantismului modern timpuriu, iar înfățișarea clădirii principale aduce aminte de arhitectură poloneză a sec. XVII–XVIII, de unde era originar proprietarul. Conacul include o colecție de specii ale florei rare din R. Moldova: nuc negru, pin negru, frasin stufos, etc. 
Exteriorul conacului a fost denaturat în perioada sovietică când complexul a fost transformat într-o tabără pentru pionieri. În 1980 au fost deteriorate și elemente din interiorul clădirii principale, începând de la parchet și terminând cu teracota de pe sobă. În ani 90 , clădirea conacului a fost aproape distrus, precum și alte clădiri. Necropola jefuită de localnici după care au turnat beton. Din 3 iazuri acum există doar două, al treilea fiind înmlăștinit. Din moară de apă nu a rămas nici urmă,conacul fiind jefuit, lăsând doar pereții de bază și scara veche de lemn care duce în mansardă. În 1997, Guvernul a declarat conacul drept filială a Muzeului Național de Etnografie și Istorie Naturală, cu scopul de a salva ceea ce mai rămăsese. Dar proiectul s-a stopat din cauza lipsei de bani. În 2003 a fost aprobată o nouă hotărâre de guvern privind restaurarea monumentului, însă n-au fost alocați banii. 

## Galerie

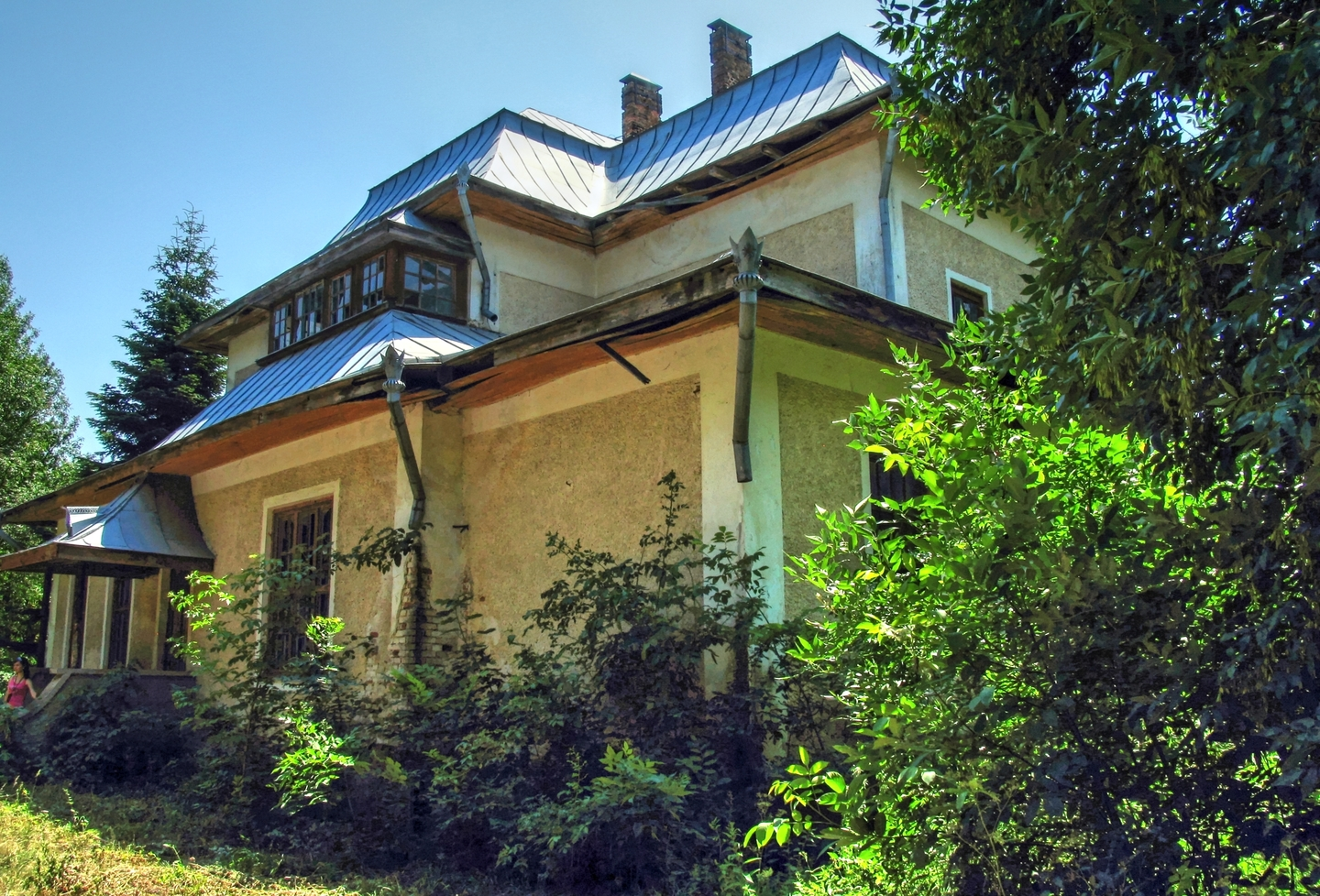
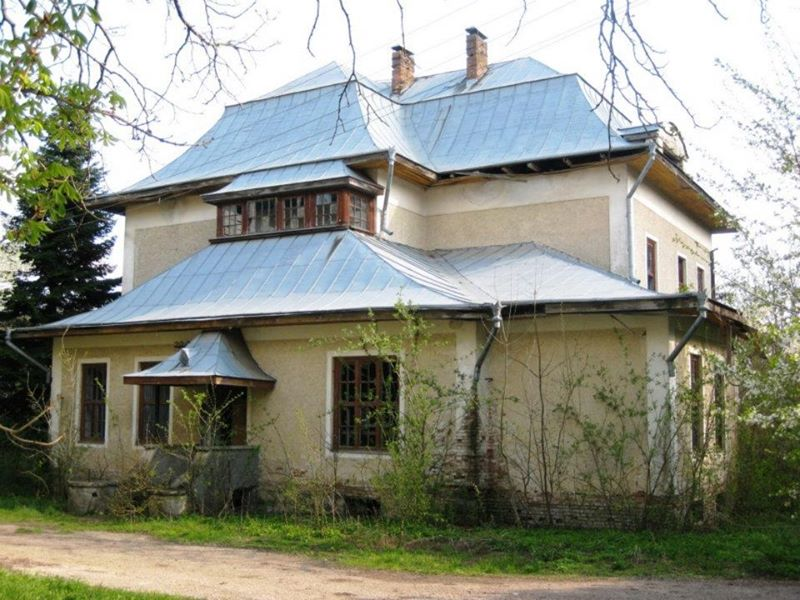
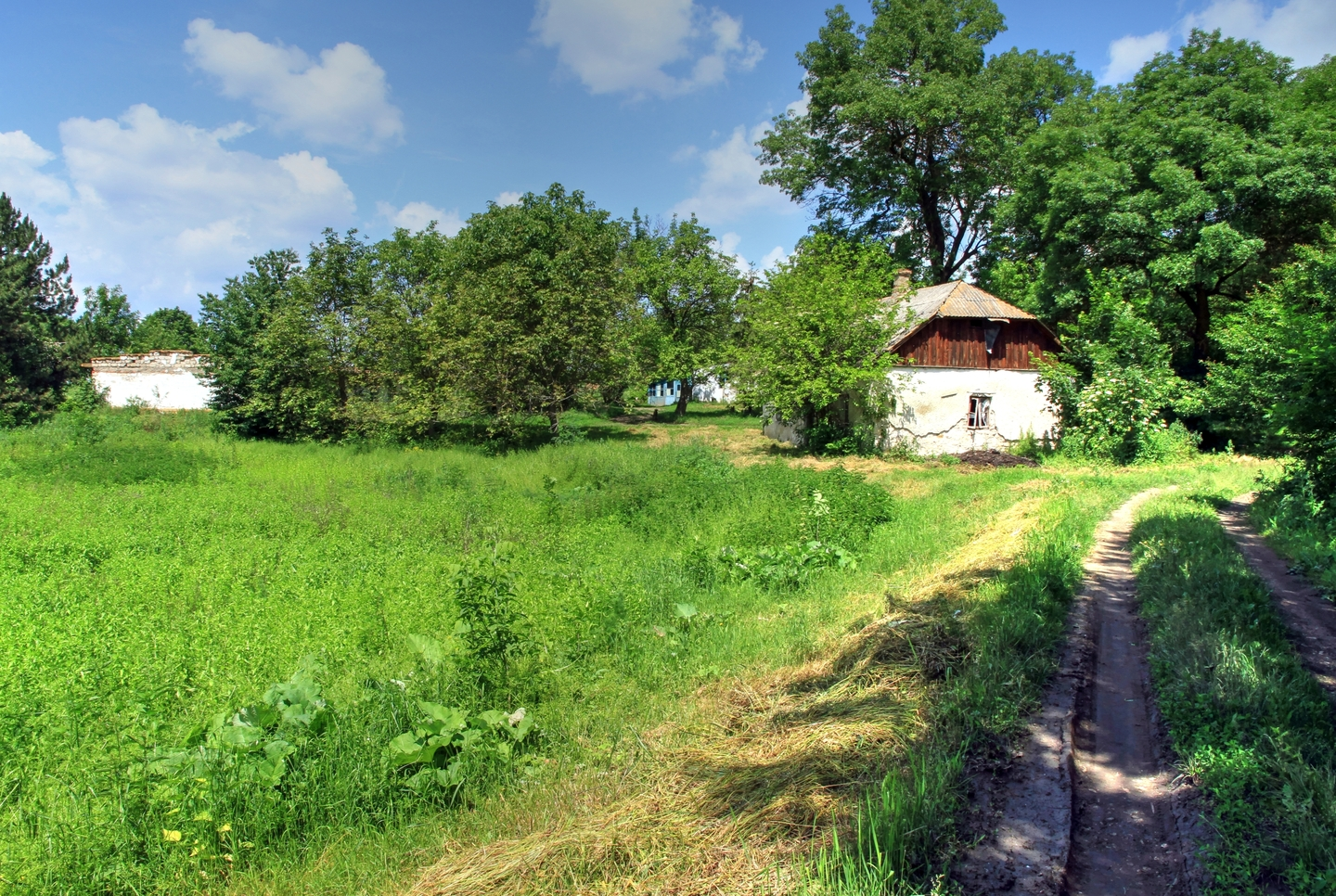
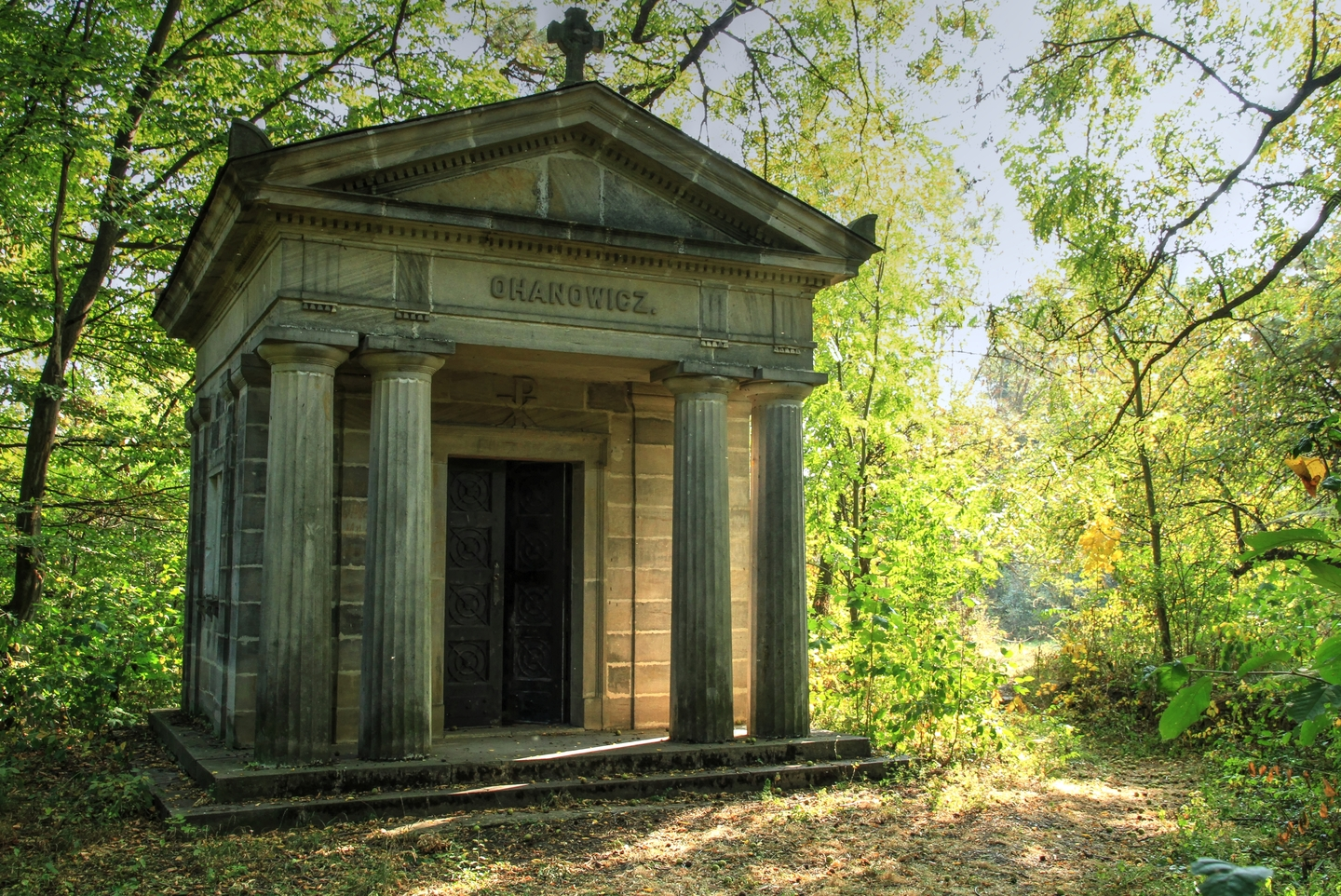
Cavoul
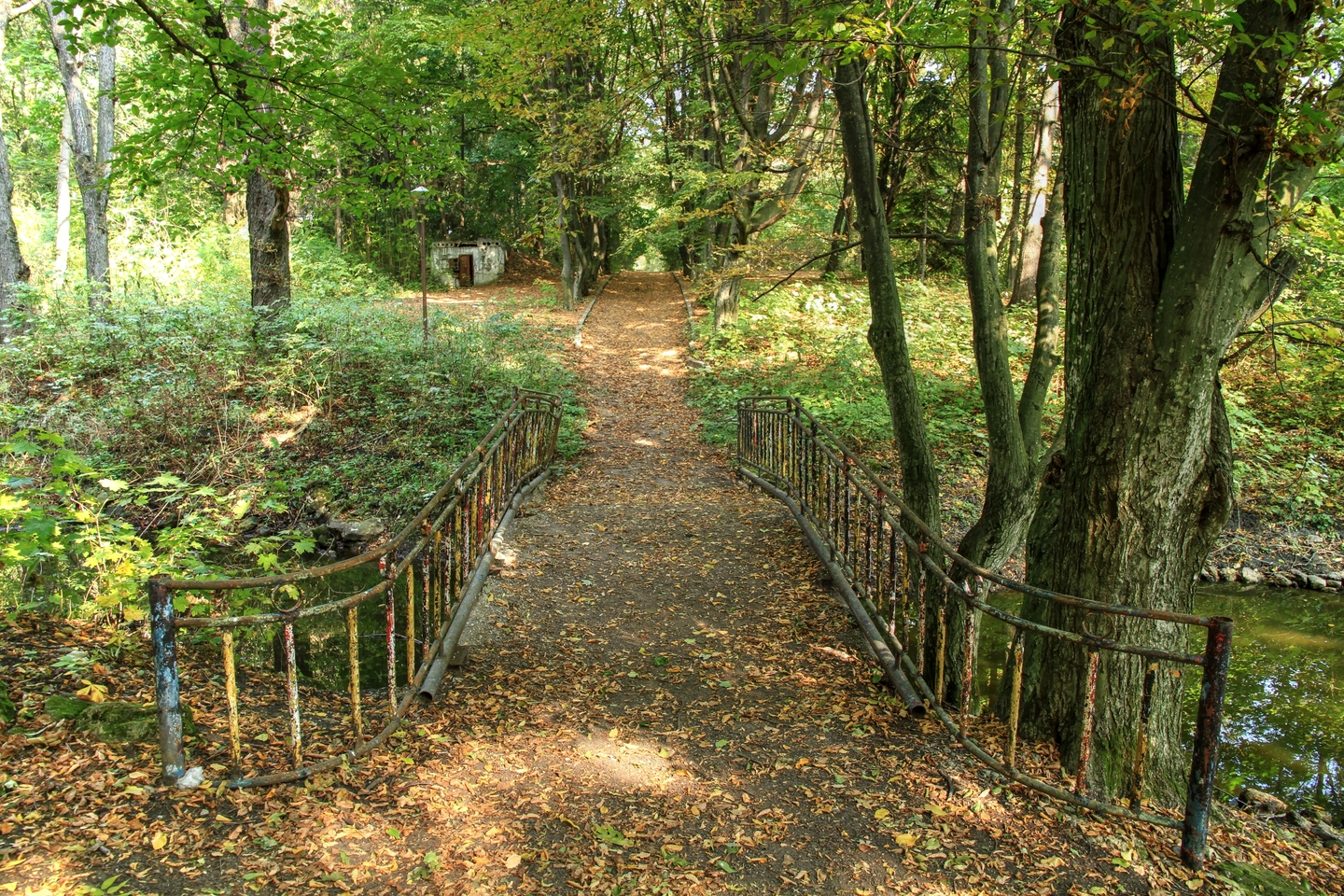
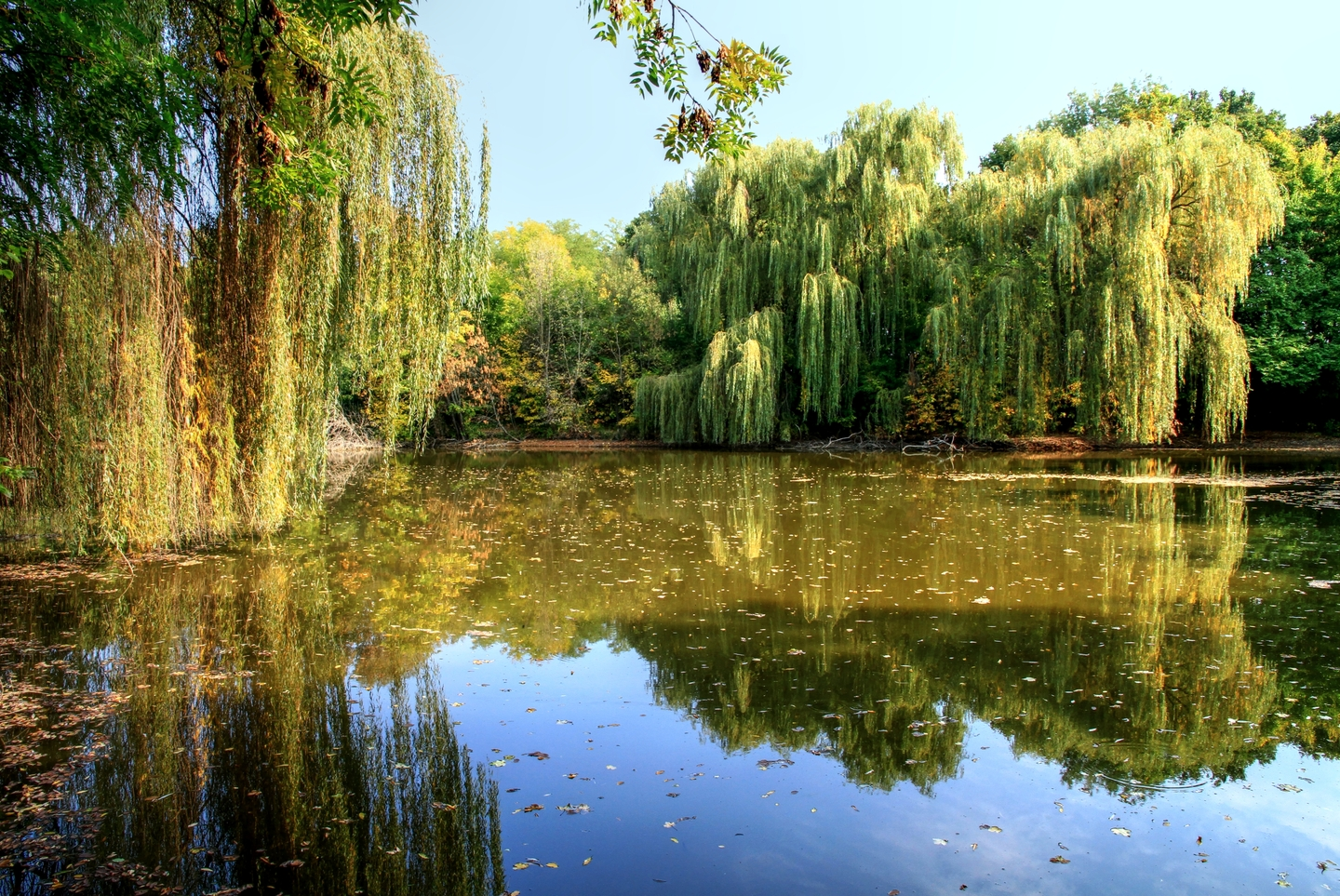
Lacul și parcul adiacent conacului
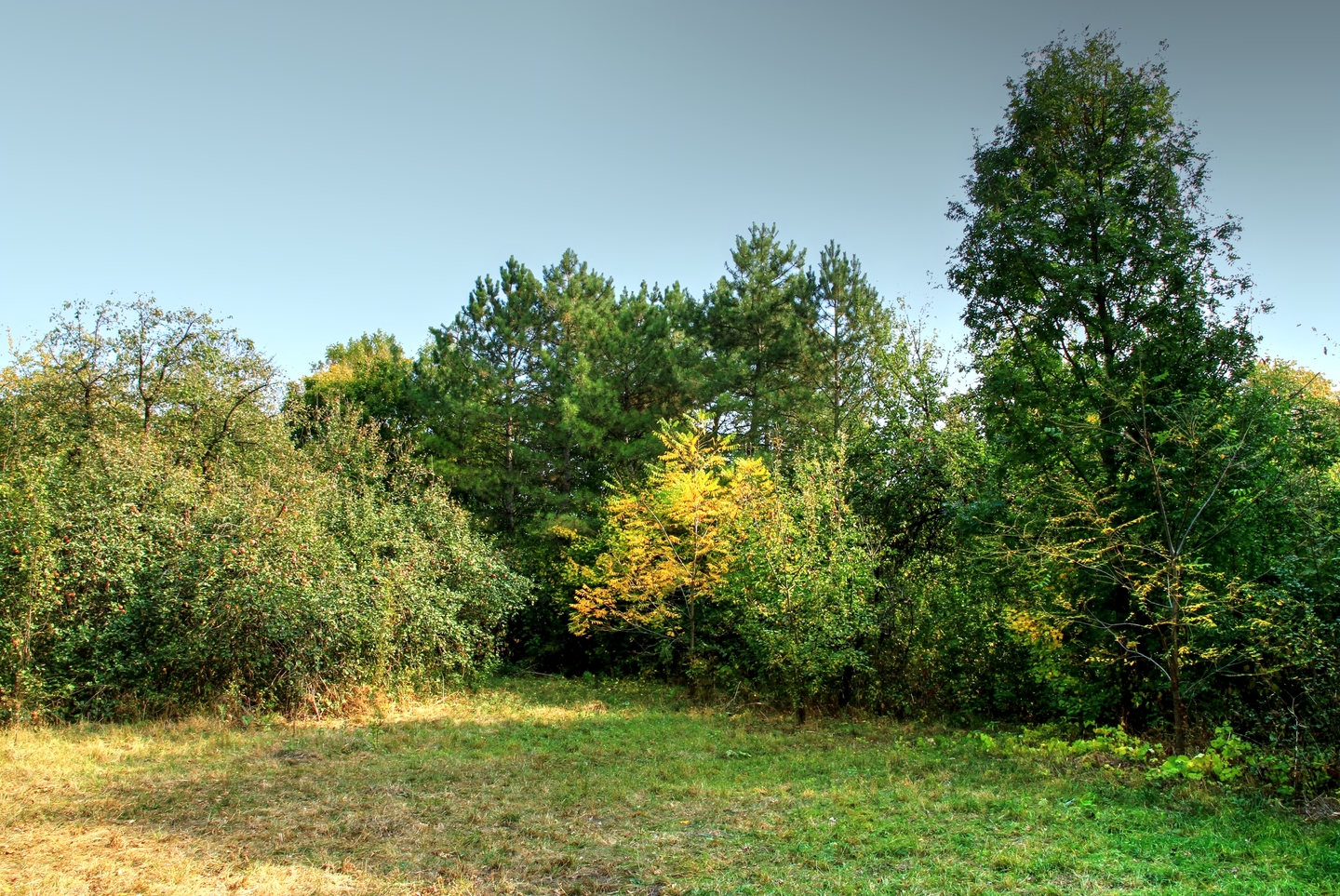

## Vezi și
- Parcul din satul Mîndîc
- Capela Ohanowicz
- Lista conacelor din Republica Moldova